# Emma Rawicz

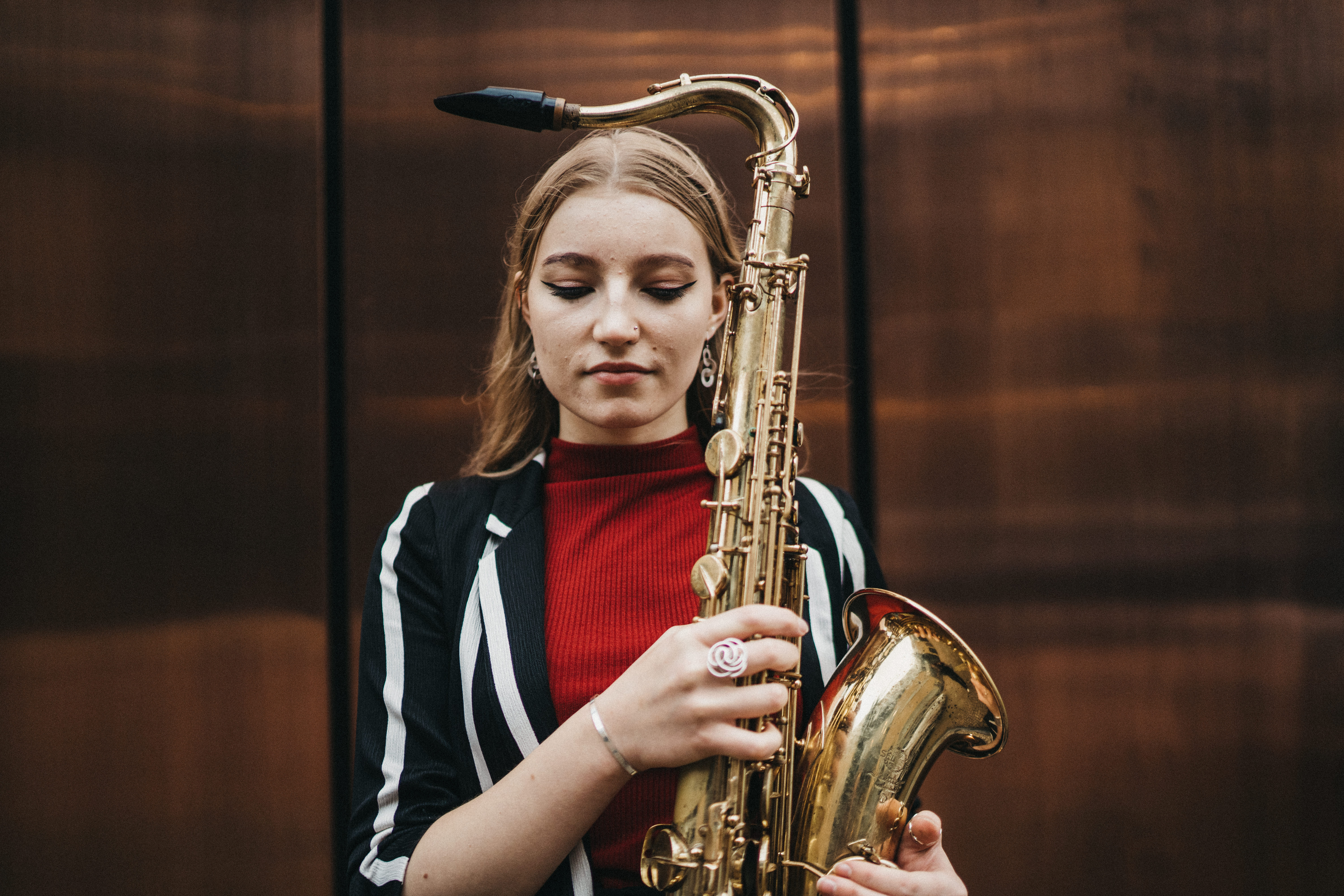
Emma Rawicz, fot. Mariola Zoladz

Emma Rawicz-Szczerbo (* 2002 in North Devon) ist eine britische Jazzmusikerin (Tenorsaxophon, auch Flöte, Bassklarinette, Komposition).

## Leben und Wirken
Rawicz’ Interesse an Musik wurde schon früh geweckt: Zunächst lernte sie klassische Geige. Als Siebenjährige begann sie erste Songs für Klavier und Geige zu komponieren. Im Alter von 14 Jahren begann sie Saxophon zu spielen. Sie studierte zunächst an der Chetham’s School of Music in Manchester, dann an der Royal Academy of Music in London.
In der Coronazeit begann sie, ihre Übungsroutinen auf Instagram zu posten. Mittlerweile folgen ihr dort fast 50.000 Menschen.
Rawicz wurde für ihr selbst produziertes Debütalbum Incantations (2022) von einem Kunstwerk namens Voodoo inspiriert, das sie im Internet gefunden hatte. Das Album stellte sie auf einer 20 Städte umfassenden Tour in Großbritannien vor. Sie spielte auf britischen und internationalen Festivals, war Headliner im Londoner Ronnie Scott’s Jazz Club und gründete ihre eigene Bigband. Beachtung fand sie, weil sie „die rauchige Seelenfülle der Saxofon-Troubadoure der alten Schule mit dem rauen Drive der Post-Bop-Tenoristen von Joe Henderson über Chris Potter bis hin zu Donny McCaslin verschmolz.“ (Guardian)
Für ihr zweites Album Chroma, das 2023 auf ACT erschien, gründete Rawicz ein prominent besetztes Quintet mit Ivo Neame, Ant Law, Conor Chaplin und Asaf Sirkis, das um die junge Sängerin Immy Churchill verstärkt wurde. Sieben der acht Stücke sind nach Farbnuancen benannt, inspiriert von Rawicz’ eigener Synästhesie. Ihre Eigenkompositionen gelten nicht alle gleich stark; auch passt der teilweise vorhandene Jazzrock-Gestus nach Ansicht der Kritik nur bedingt zur Band.
Rawicz begeisterte das Publikum 2024 beim Internationalen Festival Women in Jazz. Bei JazzBaltica trat sie im selben Jahr im Duo mit dem Pianisten Gwilym Simcock auf. Mit diesem entstand auch das Duoalbum Big Visit (2025). Sie ist auch auf der Einspielung von John Zorns Bagatelles (Vol. 16) und auf Maria Grapsas Album Life zu hören.

## Preise und Auszeichnungen
2022 gewann Rawicz die Parliamentary Jazz Awards als „Newcomer“, war Finalistin bei der BBC Young Musicians’ Competition und wurde für die Jazz FM Awards nominiert. Sie wurde 2024 bei den Parliamentary Jazz Awards als „Instrumentalist of the Year“ ausgezeichnet.